# 정용조
정용조(鄭容祖)는 대한민국 KBS울산방송국의 아나운서이다.

## 경력
- 1983년 ~ 2019년 : KBS울산방송국 아나운서 (KBS 부산방송총국 지역근무)

## 진행 프로그램
- 1R 7시 뉴스
- 1R 12시 뉴스
- 1R 라디오 시사투데이 진행, 제작
- FM 즐거운 음악여행 제작

## 과거 진행 프로그램
- KBS 뉴스 네트워크 울산
- KBS 뉴스 9 울산
- 1R 라디오 동서남북
- 1R 15시 뉴스
- 1R 17시 뉴스